# Hans Trippel
Johannes Ludwich Heinrich (Hans) Trippel (ook Hanns Trippel) (Groß-Umstadt, 19 juli 1908 – Erbach, 30 juni 2001) was een Duits auto-ontwerper en oorlogsmisdadiger.
Trippel werd geboren als zoon van een handelaar in levensmiddelen. Hij was autodidact en wijdde zijn leven aan het maken van de perfecte amfibieauto. Zijn bekendste ontwerpen zijn de Trippel SG6, die de aandacht van de nazi's trok, de Troll, en vooral de Amphicar 770 die hij met financiële steun van Harald Quandt ontwikkelde.

Daarnaast ontwierp Trippel een vleugeldeur. Het octrooi hierop verkocht hij aan Daimler-Benz, dat de constructie toepaste in de Mercedes-Benz 300SL.

## Tweede Wereldoorlog
Trippel was voor de Tweede Wereldoorlog al lid van de SA en werd tijdens de oorlog lid van de SS. Zijn bedrijf was gevestigd in de voormalige Bugatti–fabriek in Molsheim. Na de oorlog werd hij door een Frans militair gerechtshof tot vijf jaar gevangenisstraf veroordeeld. Na drie jaar kwam hij vrij.

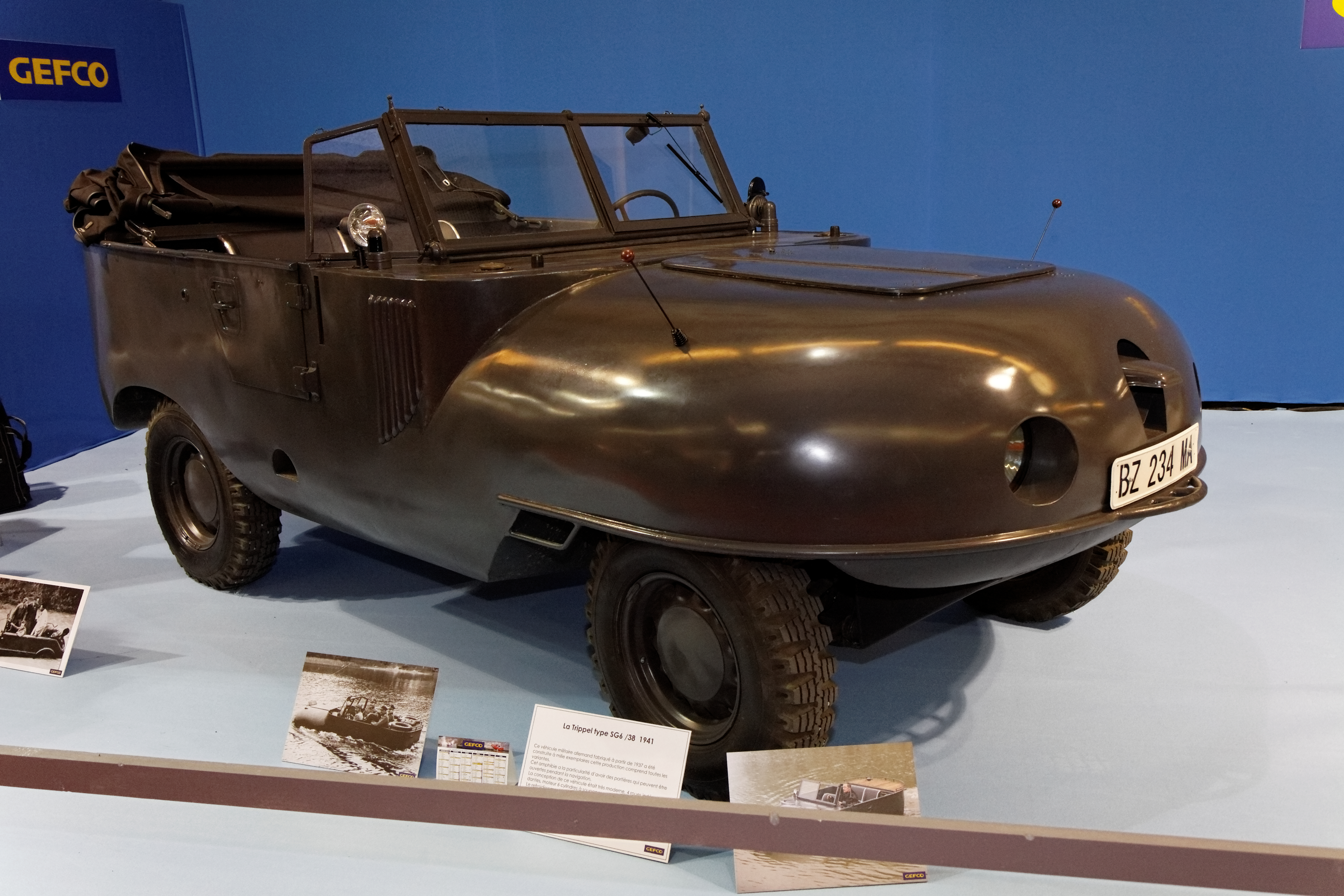
Trippel type SG6
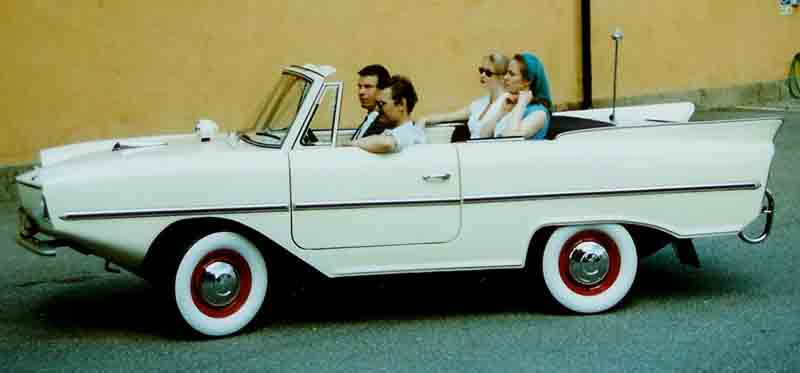
Amphicar Cabriolet (1963)
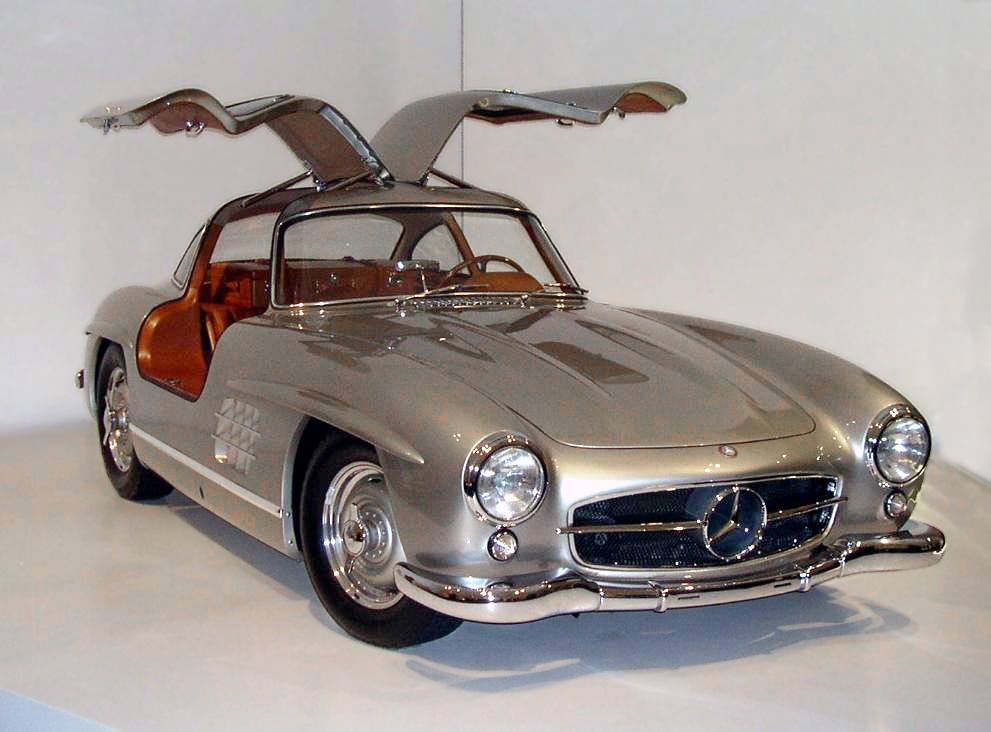
Mercedes-Benz 300S: Gullwing Coupe (1955)

- Gemeinsame Normdatei: 1028997183
- Virtual International Authority File: 288102445
- WorldCat: E39PBJjmRB37HqFv9bcjVM9VYP